# Frank Whittle

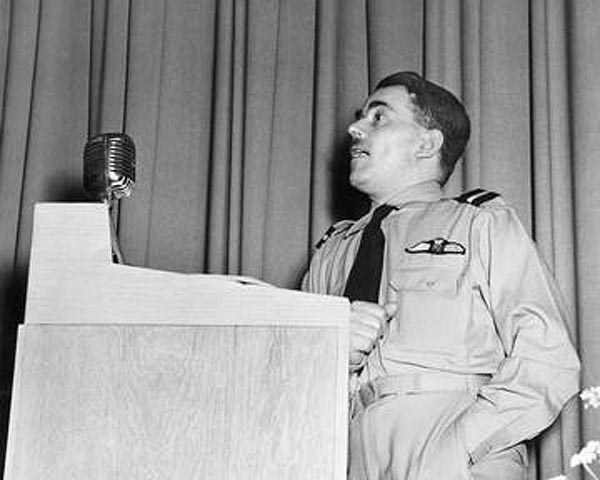
Sir Frank Whittle (1946)

Sir Frank Whittle (Coventry, 1 juni 1907 - Baltimore (Maryland), 9 augustus 1996) was de uitvinder van de straalmotor (jet engine).
De eerste ideeën van (toen nog gewoon) Frank Whittle stammen uit de jaren 20 toen hij als jonge luchtmachtofficier bij de Royal Air Force enthousiast aan de slag ging met zijn opgedane kennis. Zijn ontwerp was een centrifugaalmotor.
Zijn ontwerpen werden lange tijd niet serieus genomen en tot in de Tweede Wereldoorlog werd er door het Britse ministerie van defensie (DoD) geen prioriteit aan zijn ideeën toegekend (de Britse industrie en luchtmacht hadden aan het begin van de oorlog alle beperkt beschikbare middelen nodig om voldoende vliegtuigen in te kunnen zetten tegen de asmogendheden). Tijdens deze periode heeft hij veel op eigen initiatief ontwikkeld zonder overheidssteun en / of -opdrachten.
Hij ontwikkelde de eerste bruikbare straalmotor in 1937 in Lutterworth in Midden-Engeland. Hij kan echter niet gezien worden als enige uitvinder van de straalmotor. Henri Coandă uit Roemenië komt ook veel eer toe. Coandă maakte al zijn eerste proefvlucht met een voorloper van de straalmotor (een thermojet) in 1910. Ook in Duitsland is veel bijgedragen: daar vloog in 1939 al de Heinkel He 178 met een straalmotor.

## Naslagwerken
- (en)  Campbell-Smith, Duncan Jet Man: The Making and Breaking of Frank Whittle, Genius of the Jet Revolution. Apollo (2020) ISBN 9781788544696
- (en)  Golley, John Whittle: the true story. Airlife Publishing Ltd., Shrewsbury, UK (1987) ISBN 9780906393826
- (en)  Golley, John Genesis of the Jet: Frank Whittle and the Invention of the Jet Engine. Crowood Press (1997) ISBN 185310860X
- (en)  Nahum, Andrew Frank Whittle: Invention of the Jet. Icon Books Ltd (2004) ISBN 1840465387